# Lista de filmes portugueses de 1950
Lista de filmes portugueses de longa-metragem lançados comercialmente em Portugal em 1950, nas salas de cinema.
Notas: Na secção coprodução, passando o cursor sobre a bandeira aparecerá o nome do país correspondente.
| # | Filme              | Realização            | Género  | Estreia         | Coprodução |
| - | ------------------ | --------------------- | ------- | --------------- | ---------- |
| 1 | Cantiga da Rua     | Henrique Campos       | Drama   | 24 de fevereiro | —          |
| 2 | Frei Luís de Sousa | António Lopes Ribeiro | Drama   | 21 de setembro  | —          |
| 3 | O Grande Elias     | Arthur Duarte         | Comédia | 12 de dezembro  | —          |